# Supercopa de Básquetbol de Chile 2023
La Supercopa de Básquetbol 2023 llamada Supercopa Mundo By Cecinas Llanquihue 2023 por motivos de patrocinio, fue la cuarta edición de la competencia. El torneo se disputó en la ciudad de Ancud, durante el 5 y 6 de enero de 2024.
Universidad de Concepción se coronó nuevamente campeón de la Supercopa 2023, obteniendo su tercer título y manteniéndose así como máximo ganador del certamen.

## Participantes
Clasificaron el Campeón LNB 2023 Universidad de Concepción, el Subcampeón de la Copa Chile 2022-23 ABA Ancud, el Campeón de la Segunda División de Básquetbol 2023, Liceo Pablo Neruda de Temuco, y el Subcampeón de la Supercopa 2022, Atlético Puerto Varas.
| Equipo                    | Clasificación                 |
| ------------------------- | ----------------------------- |
| Universidad de Concepción | Campeón Liga 1 2023           |
| AB Ancud                  | Subcampeón Copa Chile 2022-23 |
| Atlético Puerto Varas     | Subcampeón Supercopa 2022     |
| Liceo Pablo Neruda        | Campeón Liga 2 2023           |

## Desarrollo
|  | Semifinal                 | Semifinal                 | Semifinal |          |                           | Final                     | Final                 | Final        |  |
|  |                           |                           |           |          |                           |                           |                       |              |  |
|  |                           |                           |           |          |                           |                           |                       |              |  |
|  | Universidad de Concepción | Universidad de Concepción | 111       |          |                           |                           |                       |              |  |
|  | Universidad de Concepción | Universidad de Concepción | 111       |          |                           |                           |                       |              |  |
|  | Liceo Pablo Neruda        | Liceo Pablo Neruda        | 68        |          |                           |                           |                       |              |  |
|  | Liceo Pablo Neruda        | Liceo Pablo Neruda        | 68        |          | Universidad de Concepción | Universidad de Concepción | 95                    |              |  |
|  |                           |                           |           |          | Universidad de Concepción | Universidad de Concepción | 95                    |              |  |
|  |                           |                           | AB Ancud  | AB Ancud | 69                        |                           |                       |              |  |
|  | AB Ancud                  | AB Ancud                  | AB Ancud  | AB Ancud | 69                        | 113                       |                       |              |  |
|  | AB Ancud                  | AB Ancud                  |           |          |                           | 113                       |                       |              |  |
|  | Atlético Puerto Varas     | Atlético Puerto Varas     | 101       |          |                           | Tercer lugar              | Tercer lugar          | Tercer lugar |  |
|  | Atlético Puerto Varas     | Atlético Puerto Varas     | 101       |          |                           | Tercer lugar              | Tercer lugar          | Tercer lugar |  |
|  |                           |                           |           |          |                           |                           |                       |              |  |
|  |                           |                           |           |          |                           | Liceo Pablo Neruda        | Liceo Pablo Neruda    | 73           |  |
|  |                           |                           |           |          |                           | Liceo Pablo Neruda        | Liceo Pablo Neruda    | 73           |  |
|  |                           |                           |           |          |                           | Atlético Puerto Varas     | Atlético Puerto Varas | 80           |  |
|  |                           |                           |           |          |                           | Atlético Puerto Varas     | Atlético Puerto Varas | 80           |  |
|  |                           |                           |           |          |                           |                           |                       |              |  |

## Campeón
|                                       |
| Universidad de Concepción 3.er título |
|                                       |